# Nagrada Astrid Lindgren
Nagrada Astrid Lindgren (šve. izvornik: Litteraturpriset till Astrid Lindgrens minne) je najveća međunarodna književna nagrada za dječju književnost. Nagrada iznosi 5 milijuna švedskih kruna.
Osnovala ju je švedska vlada godinu dana poslije smrti švedske slavne dječje spisateljice Astrid Lindgren, 2003.
Iz Republike Hrvatske, nominacijska tijela su dosad bila (ožujak 2008.):
- Hrvatsko knjižničarsko društvo,
- Hrvatski centar za dječju knjigu,
- Gradska knjižnica Rijeka,
- Autorska kuća.

## Dobitnici
| Godina | Dobitnik             | Država                 |
| ------ | -------------------- | ---------------------- |
| 2008.  | Sonya Hartnett       | Austrija               |
| 2007.  | Banco del Libro      | Venezuela              |
| 2006.  | Katherine Paterson   | SAD                    |
| 2005   | Philip Pullman       | Ujedinjeno Kraljevstvo |
| 2005   | Ryôji Arai           | Japan                  |
| 2004.  | Lygia Bojunga Nunes  | Brazil                 |
| 2003.  | Maurice Sendak       | SAD                    |
| 2003.  | Christine Nöstlinger | Austrija               |

## Vanjske poveznice
- Službene stranice